# 摺手岩

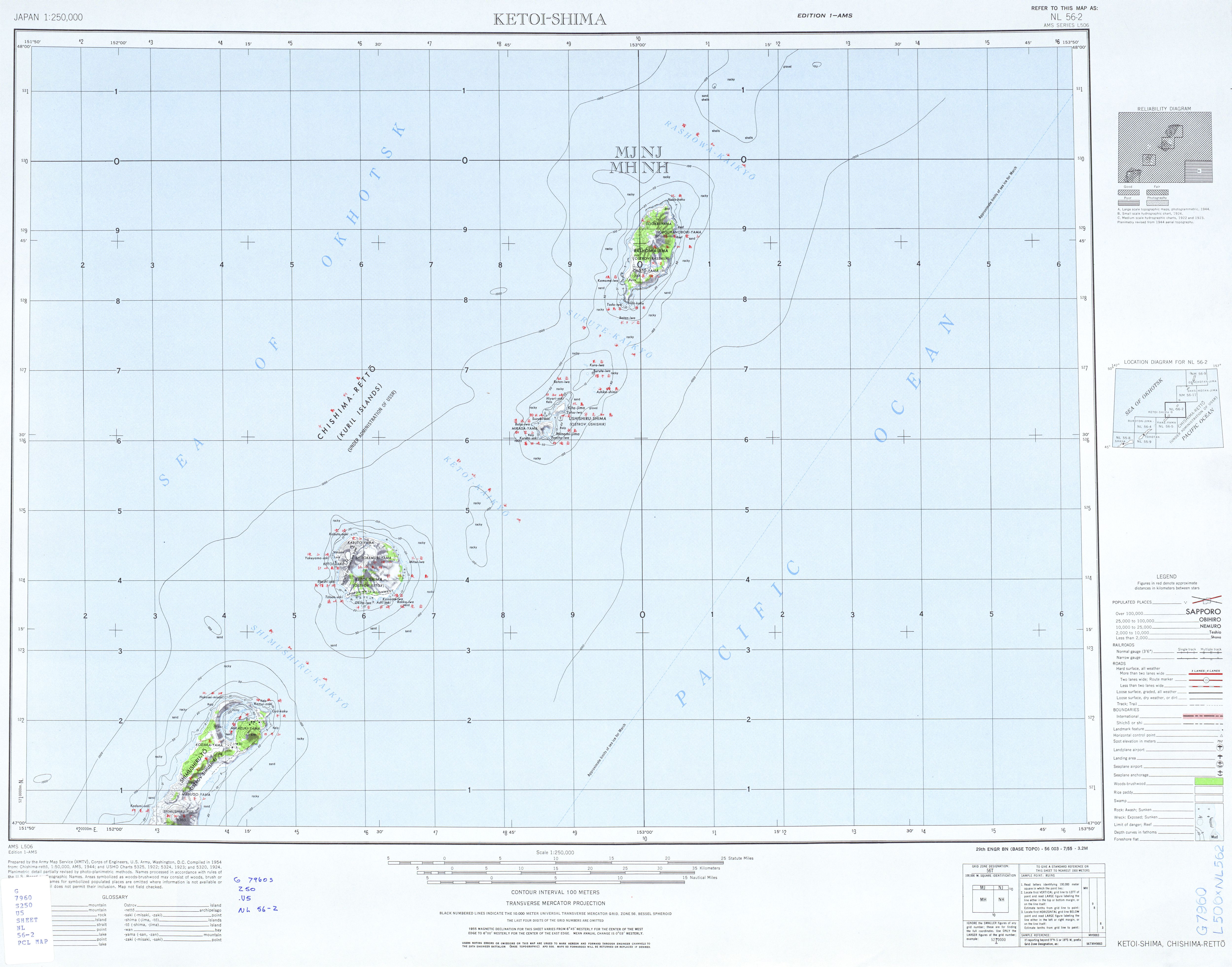
昭和29年の羅処和島・摺手岩・宇志知島・計吐夷島・新知島

摺手岩（すりでいわ）は、千島列島の中部に位置する岩礁である。ロシア名はスレドネワ島（Острова Среднего）、英語表記はSrednii。
地名の由来は、ロシア語の「スレドネワ（Среднего／間の、中間の）」が変化したことからだと思われる（後述）。

## 地理
宇志知島と羅処和島の中間、やや前者よりの摺手海峡にある平岩、黒岩、海獺島、鈕岩などの岩礁群を総称して摺手岩と呼ぶ場合と、その中で最大の平岩（長径約500メートル、短径約250メートル）を指す場合とがある。なお、摺手海峡は岩礁が走っており、海上に出ている摺手岩の他にも多くの暗礁が存在する。そのため、潮の流れが非常に激しく、千島列島の海峡の中にある難所の一つに数えられている。
平岩は海面上に 36 メートル突出しており、海底火山の頂上にあたる。1880年頃に噴火した可能性があるが、詳細ははっきりと分かっていない。

## 歴史
明治中期の資料には須禮吐寧波（スレトネハ）島と表記されているものがあり、また摺戸岩（スレドイワ）との表記も見られ、ロシア名のスレドネワから日本名の摺手岩に変化していく過程が読み取れる。
また、宇志知島の北島を須禮吐寧波島とする資料もある。
なお、チュプカ諸島図には「カンカン・カイヘ」との表記があり、こちらはアイヌ語で「カンカン・カイペ（大腸・白い浪→大腸のように細くうねうねと白い浪が立っている）」という意味である。
- 1855年（安政元年）、日露通好条約によりロシア領となる。
- 1875年（明治8年）、樺太・千島交換条約により日本領になる。
- 1945年（昭和20年）、日本が降伏した9月2日に出された一般命令第1号により、ソ連占領地とされた。
- 1946年（昭和21年）、GHQ指令により、日本の施政権が正式に停止される。直後に、ソ連が領有を宣言する。
- 1952年（昭和27年）、日本国との平和条約で日本は領有権を放棄する（しかし、ソ連は調印していない）。以後、日本政府は千島列島の帰属は未確定と主張する。
- 1991年（平成3年）、ソ連が崩壊した後に成立したロシア連邦が実効支配を継承。

当時の行政区分では北海道根室振興局管内の新知郡に属していた。
現在はロシア連邦が実効支配しているものの、日本政府は国際法上、帰属未定地であるとしている。